# جاك كورتيس (لاعب كرة قاعدة)
جاك كورتيس (بالإنجليزية: Jack Curtis)‏ هو لاعب كرة قاعدة أمريكي، ولد في 11 يناير 1937 في رودهيس في الولايات المتحدة.

## وصلات خارجية
- جاك كورتيس على موقع دوري كرة القاعدة الرئيسي (الإنجليزية)
- جاك كورتيس على موقعبيزبول رفرنس.كوم (الدوري الرئيسي) (الإنجليزية)
- جاك كورتيس على موقعبيزبول رفرنس.كوم (الدوري الثانوي) (الإنجليزية)